# Nyceryx hyposticta
Nyceryx hyposticta là một loài bướm đêm thuộc họ Sphingidae. Loài này có ở Colombia, Venezuela, Ecuador, Peru và Bolivia.
Cá thể trưởng thành mọc cánh quanh năm và have been reported từ tháng 2 tới tháng 5 in Bolivia, vào tháng 11 in Peru vào tháng 10 in Ecuador.